# Familie (biologi)
| Biologisk klassifikation                                                             |
| ------------------------------------------------------------------------------------ |
| Domæne Rige Række / Division Klasse Orden Familie Tribus Slægt Art Underart Varietet |

 For alternative betydninger, se Familie. (Se også artikler, som begynder med Familie)
Familie er i biologien en enhed omfattende en eller flere slægter. Den kan videreinddeles i underfamilier og tribusser. Flere familier samles i en enkelt orden. Flere familier kan samles i en overfamilie.
Her følger en tabeloversigt over familie og de tilknyttede inddelinger. Bemærk de forskellige kendetegnende endelser for de forskellige grupper af organismer.
| Taxon             | Endelse                  | Endelse |
| ----------------- | ------------------------ | ------- |
| Taxon             | Planter, Alger og Svampe | Dyr     |
| Overfamilie       | -acea                    | -oidea  |
| Familie           | -aceae                   | -idae   |
| Underfamilie      | -oideae                  | -inae   |
| Tribus ("Stamme") | -eae                     | -ini    |
| Undertribus       | -inae                    | -ina    |

| Biologi | Spire Denne artikel om biologi er en spire som bør udbygges. Du er velkommen til at hjælpe Wikipedia ved at udvide den. |